# Fischer-Tropschev proces
Fischer–Tropschev proces je industrijski kemični proces, s katerim se zmes ogljikovega monoksida in vodika pretvori v tekoče ogljikovodike – bencin, plinsko olje in maziva. Vir ogljikovega monoksida je lahko premog, zemeljski plin ali biomasa. Proces sta leta 1925 razvila Franz Fischer in  Hans Tropsch na Kaiser-Wilhelm-Institut für Kohlenforschung (Inštitut cesarja Viljema za raziskovanje premoga) v Mülheimu, Nemčija. Proces je takoj vzbudil veliko pozornost kot vir dizelskega goriva z majhno vsebnostjo žvepla in konkurenca ogljikovodikom iz nafte.

## Kemične reakcije
Fischer–Tropsch proces uporablja vrsto kemičnih reakcij, ki proizvedejo različne ogljikovodike, idealno po formuli (CnH(2n+2)), bolj uporabe reakcije proizvedejo alkane:
(2n + 1) H2 + n CO → CnH(2n+2) + n H2O
n je po navadi 10-20. Formacija metana (n = 1) ni zaželena. Večina alkanov je v ravni verigi, uporabna kot dizel. Poleg alkanov se proizvedejo tudi alkeni, alkoholi in okdsidni ogljikovodiki.